# École nouvelle d'Antony
L'école nouvelle d'Antony est une école expérimentale française créée en 1961. Sa pédagogie s'appuie sur les apports des méthodes actives, de la pédagogie de projet et de la pédagogie institutionnelle.

## Histoire
L'école nouvelle d'Antony a été créée en octobre 1961 sur un projet associatif. Lors de la fermeture de l'école du Père Castor, un  groupe  de parents et d'institutrices décident de lui donner une suite, et grâce au soutien de personnalités comme  Gustave Monod qui accepte d'en être président d'honneur s'installent dans de nouveaux locaux avenue d'Alembert, près du Parc de Sceaux. Nina Rist, institutrice à l'école du Père Castor, prend la direction de l'école. Son époux, Noël Rist participe au projet.
L'école accordait autant d'importance aux activités artistiques et corporelles qu'aux enseignements traditionnels. L'apprentissage de la musique, comme à la Maison d'enfants de Sèvres ou à la Nouvelle École de Boulogne, commence par la construction par les enfants de pipeaux de bambou.
De même, les mathématiques modernes sont abordées de façon concrète par la manipulation des réglettes Cuisenaire et des blocs logiques de Zoltan Dienes, puis en 1967 une collaboration est entamée avec Nicole Picard, qui se poursuivra jusqu'en 1994. Un atelier peinture Arno Stern est créé par une de ses élèves en 1964, contre l'avis de celui-ci qui estime que sa pratique ne peut s'appliquer dans le cadre d'une école.
À la fin des années 1960, les enseignants participent aux travaux de l'école Vitruve et du groupe expérimental du 20e, menés par Robert Gloton, puis, dans le bouillonnement pédagogique des années 1970, à la création d'un groupe du GFEN à Antony.
En 1976, l'école participe aux stages de l'Institut national de recherche pédagogique  et à son étude Une nouvelle organisation de l'école primaire.
À partir des années 1980, elle pratique une pédagogie de projet inspirée des travaux du GFEN.
L'école connut une crise importante au décès de sa fondatrice, Nina Rist, en 1994 et faillit disparaître.
Elle a adopté depuis un fonctionnement collégial, le directeur étant coopté par l'équipe pédagogique pour une durée de trois ans.
Depuis 1995, un centre de loisirs a été ouvert pour permettre aux familles de disposer d'une structure d'accueil extra scolaire dans la continuité de la pédagogie de l'école. Il est ouvert à tous les enfants de 3 à 12 ans, qu'ils soient scolarisés à l'école ou pas.

## Statut
L'école nouvelle d'Antony est gérée par une association à but non lucratif, le Centre de recherche en pédagogie active. Cette association regroupe les membres de l’équipe éducative, des parents et des anciens de l'école.
L'école est sous contrat d'association avec l'État, et membre de l'Association nationale pour le développement de l'éducation nouvelle.
Le centre de loisirs bénéficie d'un agrément de la direction départementale de la jeunesse et des sports.
En 2007, elle est fréquentée par 150 enfants de milieu social divers venant d'une vingtaine de communes des alentours d'Antony.

## Pédagogie
Issue de l'école du père Castor, l'école nouvelle d'Antony a toujours accordé une importance particulière au livre. La bibliothèque est placée au cœur de l'école, afin que les enfants puissent y accéder par eux-mêmes dès le plus jeune âge. La lecture à haute voix par la bibliothécaire ou un animateur est considérée comme un des facteurs les plus actifs d'incitation à lire.
La recherche de documentation personnelle ou collective est  directement  en relation avec le travail effectué en classe. Les enfants y apprennent à trouver ce qu'ils cherchent, et à  choisir ce qui les intéresse.
Les outils d'apprentissage naturel de la lecture, tels que la rédaction de textes libres pour le journal d'école et la correspondance scolaire, sont également employés, mais à un degré moindre qu'en pédagogie Freinet.
Le travail en pédagogie de projet donne à l’enfant la liberté de choisir un sujet qui l’intéresse, de travailler dessus, seul ou avec d’autres enfants, et de préparer autour de ce sujet un travail pratique : exposé, maquette, spectacle qu'il présentera  au groupe et à l’école.
Le travail individuel est  géré par l'élaboration de  plans de semaine, ce qui  permet une évaluation  sans recours aux notes.
La vie démocratique dans l'école est réglée par des pratiques inspirées de la pédagogie institutionnelle :
- le conseil de classe coopératif est le lieu de discussion des règles de vie dans la classe, de recherche de solutions pour les petits conflits ;
- les brevets de comportement (appelés ceintures en pédagogie institutionnelle) servent à reconnaître les acquis corportementaux, et à accorder les responsabilités correspondantes.

## Pour approfondir

### Mémoires universitaires
- Une école nouvelle, Sylvie-Ann Hart, Mémoire de DEA sociologie, 1988, Institut d'études politiques de Paris
- Adaptation des jeunes à l'enseignement supérieur - Les pédagogies nouvelles, aide à l'adaptation ou facteur de marginalisation ?, Rebecca Shankland, thèse de doctorat en psychologie clinique et psycholopathologie, 2007, Université Paris VIII

### Filmographie
- Xavier Lavant, Un jour, à l'école nouvelle, Planetarium Production, 2003